# Ивлев, Константин Витальевич
Константи́н Вита́льевич И́влев (род. 12 января 1974, Москва) — российский шеф-повар, бизнесмен, ресторатор, телеведущий, видеоблогер и автор книг по кулинарии. Лауреат премии «ТЭФИ» (2019).
Основатель кулинарного направления «Новая Русская Кухня», управляющей компании Ivlev Group и брендов Ivlev Chef Production, а также Ivlev Chef BY Home Kitchen.

## Биография
Родился и вырос в Москве. После окончания школы учился в ПТУ № 19 по специальности «повар». Начал работать в ресторанной индустрии с 1993 года.
Несколько лет работал поваром-универсалом, а затем и су-шефом в столичных кафе и ресторанах: «Стейк-Хаус», «Диана», «Ностальжи». Также проходил профессиональные стажировки в зарубежных ресторанах, обучался и работал под началом знаменитого «мишленовского» кулинара Патрика Пажеса.
В 1997 году стал шеф-поваром ресторана «Репортёр» по приглашению Романа Рожниковского.
В 1998—2000 годах в паре с Юрием Рожковым работает в «Ностальжи», куда возвращается уже в качестве шеф-повара. Как бренд-шеф разрабатывает меню и концепцию кухни в ресторанах «Аист», «Раздоры-2000» и «San Michelle».
В 2000—2002 годах работает шеф-поваром ресторанов «In Vino», VIP-21, «Бульваръ», начинает разрабатывать авторскую кухню.
Сотрудничает с Александром Затуринским, в 2003—2005 является шеф-поваром в его ресторанах «L`Etranger» и «Zebra Square». В это же время ставит кухню в ресторане-клубе «Poison», впервые работает с Борисом Зарьковым и Антоном Сотниковым.
В 2004 году Ивлев пишет свою первую книгу «Моя философия кухни», в которой формулирует собственную гастрономическую философию и высказывает мысли о профессиональной кухне. В том же году вместе с Олегом Ананьевым открывает кафе-ресторан «КЭФ» в Екатеринбурге (заведение работало 12 лет, закрылось в 2016 году).
В 2005—2006 годах руководит кухнями и операционным управлением ресторанов «The Сад» и «Bad Cafe», а чуть позднее начинает сотрудничество с Аркадием Новиковым.
С 2006 по 2008 год является главным шеф-поваром его ресторана «GQ-Bar», в это же время формулирует идею «новой русской кухни». Основа концепции: использование русских продуктов, использование современных технологий и работа над презентацией блюда.
С 2008 по 2010 год также является бренд-шефом крупного ресторанного холдинга «Ginza Project». В это же время проводит полную реорганизацию кухни в «Sheraton Palace Hotel» и работает там на протяжении двух лет в качестве Executive Chef.
В 2009 году Ивлев становится членом французской ассоциации гастрономов “Chaine des Rotissers” и позже возглавляет Федерацию профессиональных поваров и кондитеров России. В том же году при этой Федерации открывается кулинарная школа «Ask the chef» под руководством Константина Ивлева и Юрия Рожкова.
В 2010 году вместе с Борисом Зарьковым запускает семейный ресторан «Luciano», а в 2011 году открывается следующий совместный проект Зарькова и Ивлева, созданный при участии Александра Затуринского — ресторан высокой кухни «White Rabbit». В обоих заведениях Ивлев является одним из управляющих партнеров и шеф-поваром. Однако, ввиду конфликта с Зарьковым, Ивлев и Затуринский выходят из обоих проектов уже в 2012 году.
В 2012—2016 годах работает шефом в ресторанах «Парус» и «Wicked». В обоих ресторанах Ивлев пропагандирует современную европейскую и новую русскую кухню (автором большинства блюд которой является сам).
Также в качестве бренд-шефа привлекается к работе над проектами «Barry White», «Есенин» и гранд-отелем «Родина». После смерти Юрия Рожкова в 2016 году закрывает их совместную кулинарную школу.
Чуть позже открывает управляющую ресторанную компанию «IVLEV Group». Под патронажем компании запускается несколько заведений в Москве: семейный европейский ресторан «Monster Hills» в ТЦ «Авиапарк», и два стейк-хауса: «Эль Гаучито» и «ПроМясо».
Начинает разработку собственного торгового бренда, а также выходит в Интернет-пространство. Сотрудничает с телеканалом «ПЯТНИЦА!», начинает вести там впоследствии кулинарные шоу.
Летом 2018 года Константин становится бренд-шефом ресторана «Сирень» (расп. в московском парке Сокольники), принадлежащего футболисту Александру Самедову, открывает ресторанный комплекс «Парк Культуры» в Нижнем Новгороде и проводит полный ребрендинг гранд-отеля «ОКА» там же. При отеле открывает два ресторана — «E11EVEN» и «Ока», с традиционной для Ивлева направленностью: русская и европейская кухни. Отель и рестораны при нём находятся под управлением IVLEV Group.
Весной 2019 года покидает рестораны «Monster Hills» и «ПроМясо» (последний закрывается спустя три месяца после ухода Ивлева). Той же весной Константин становится седьмым по счёту послом WorldSkills Kazan 2019.
В 2019 году также открывает в Москве ресторан в стиле fine-dining «Drinks&Dinners».
Продолжает выступать как приглашенный лектор на многочисленных форумах в сфере гостинично-ресторанного бизнеса, регулярно дает мастер-классы, ведет собственный блог. Часто является организатором кулинарных фестивалей, конкурсов и других соревнований по всей стране. Так, например, очередной кулинарный фестиваль Ивлева «Да, Шеф!» собрал в Нижнем Новгороде почти 100 тыс. человек (август 2023).
Активно работает с детьми, занимается обучением подростков, организацией детских кулинарных лагерей, является амбассадором Российского Движения Школьников («Шеф в школе»).
В декабре 2022 году Константин был награждён «Пальмовой ветвью ресторанного бизнеса» в номинации «Лучшие в индустрии» (Шеф-легенда). За более чем 20 лет своей непосредственной практики в качестве шеф-повара Ивлев запустил кухни в нескольких десятках успешных ресторанов по всей стране, из-под его крыла вышли такие известные ныне шефы, как: Илья Захаров, Кирилл Бергер, Вячеслав Казаков, Андрей Сулима, Василий Емельяненко, Андрей Колодяжный и многие другие.

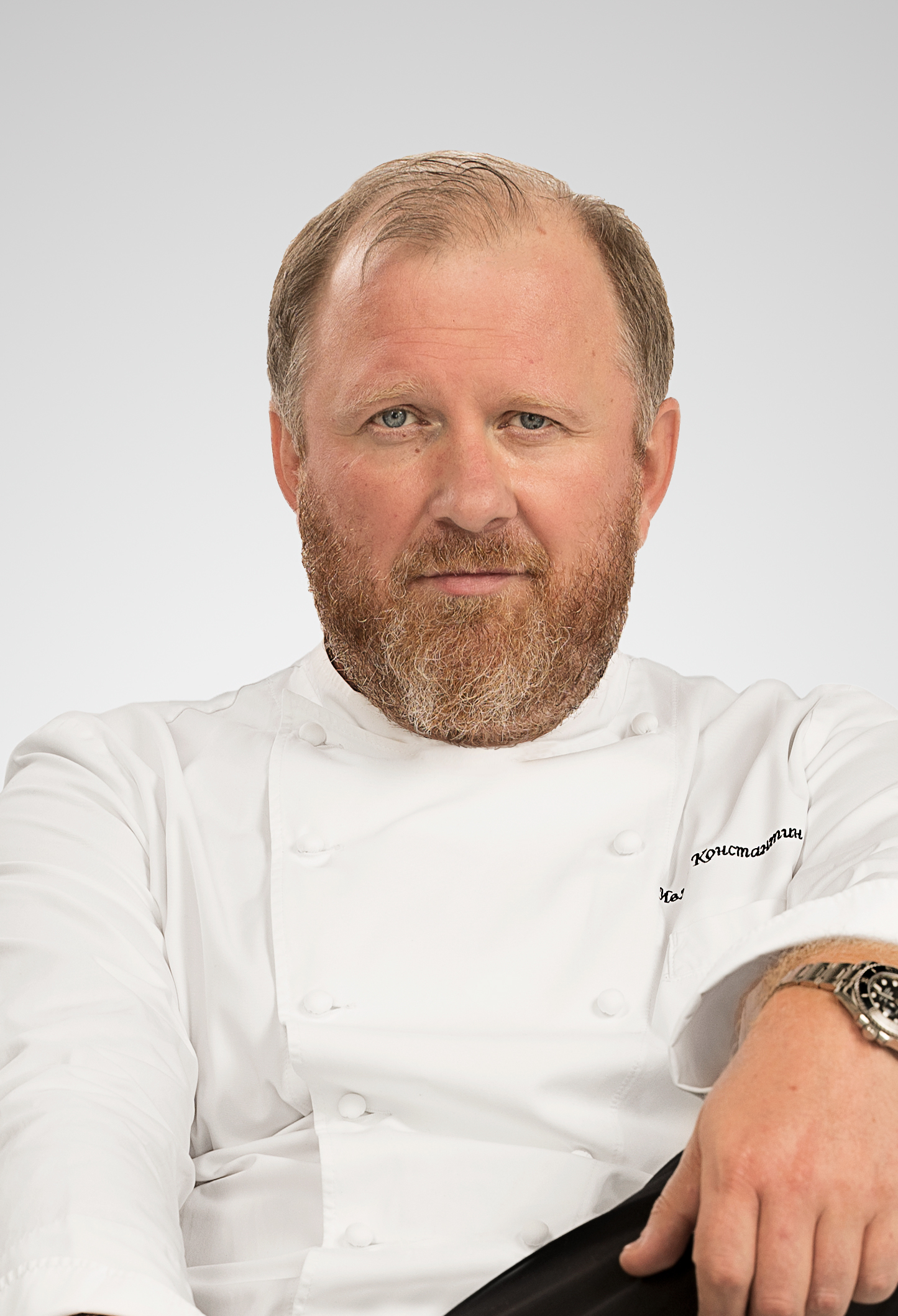
Константин Ивлев 2020

Несколько раз в год Ивлев устраивает званые гала-ужины по всему миру, где готовит сам, презентует эксклюзивные блюда авторской кухни.
В 2025 году открывает авторский поп-ап ресторан «Шеф by Ивлев».

## Личная жизнь
Женат вторым браком на журналистке Валерии Куденковой. У него есть дети от первого брака — Матвей и Маруся, от второго — Ника.
Из спорта предпочитает плавание и футбол. Болеет за столичное «Динамо». Коллекционирует кукольных поваров и картины в стиле поп-арт.

## Телевидение
В марте 2010 года вместе со своим коллегой Юрием Рожковым стал ведущим программы «Неделя еды» на телеканале «Домашний». Оба повара с 2010 по 2014 г. впоследствии вели передачи «Спросите повара» и «Новогодняя неделя еды» на этом же телеканале.
В 2011—2013 годах они также выступали как ведущие кулинарной программы «Съешьте это немедленно!» на СТС.
В 2016 году был ведущим двух программ на кабельном канале «Кухня ТВ»: «Вкус по карману» и «Моя-твоя еда». В 2016 году вёл рубрики «Среда вкуса» на радио «Серебряный дождь» и телепередачу «Футбол со вкусом» на телеканале «Динамо-ТВ».
С июня 2016 года сотрудничает с телеканалом «Пятница!»: являлся ведущим шоу «На ножах», «Адская кухня», «Битва шефов» (вместе с Ренатом Агзамовым), «Маруся и шеф», «Молодые ножи», «Адский шеф» в период с 2016 по 2025 год.
В настоящее время ведет несколько новых шоу на том же канале: «Молодые ножи. Новая кровь», «Домохозяйки против шефов» (вместе с Ольгой Картунковой), «Полная посадка».
В 2019 году получил награду премии ТЭФИ-2019 в номинации «Лучшая развлекательная программа» (шоу «На Ножах»).

## Книги
- Моя философия кухни. — М.: Ресторанные ведомости, 2004. — ISBN 5-98176-018-4;
- Кухня настоящих мужчин. — М.: Эксмо, 2011. — ISBN 978-5-699-47070-9 (в соавторстве с Юрием Рожковым);
- Готовим на раз, два, три! — М.: Астрель, 2012. — ISBN 978-5-271-41020-8;
- Россия готовит дома. — М.: Эксмо, 2013. — ISBN 978-5-699-59646-1 (в соавторстве с Юрием Рожковым);
- Серия книг «Уроки шеф-повара». — М.: ОлмаМедиаГрупп / Просвещение, 2014. — ISBN 978-5-373-00074-1.
- Серия книг «Вкусные приключения». — М.: Ivlev Group, 2023. — ISBN 978-5-605-0027-1-0.[31]

## Награды
- 2000 — участник Недели высокой кухни в России (единственный из российских поваров)[32][неавторитетный источник];
- 2000 — бронза I Чемпионата России по кулинарии[источник не указан 657 дней];
- 2001 — бронза II Чемпионата России по кулинарии[33][неавторитетный источник];
- 2001 — награда «Шеф года» по версии еженедельной газеты «Коммерсантъ-Weekend»[34];
- 2007 — награда «Шеф года» по версии журнала Time Out[35];
- 2007 — награда «Шеф года» по версии журнала «ШЕФ»[36];
- 2017 — премия «Пальмовая ветвь» в номинации "Лучший ресторан-аттракцион Monster Hills[37];
- 2017 — награда Food Show Awards 2017 в номинации «Лучший ведущий кулинарной программы»[38];
- 2018 — премия «Пальмовая ветвь» за лучшую ресторанную концепцию «Дым с огнём/Про Мясо»[39];
- 2018 — награда Food Show Awards 2018 в номинации «Лучший ведущий кулинарной программы»[40];
- 2019 — премия «Пальмовая ветвь» за лучшую ресторанную концепцию «Ориентация на местность»[41];
- 2019 — премия «ТЭФИ» в номинации «Лучшая развлекательная программа» за проект «На ножах»[42].